# Megaselia bipunctata
Megaselia bipunctata är en tvåvingeart som beskrevs av Borgmeier 1963. Megaselia bipunctata ingår i släktet Megaselia och familjen puckelflugor. Inga underarter finns listade i Catalogue of Life.